# Metágenes

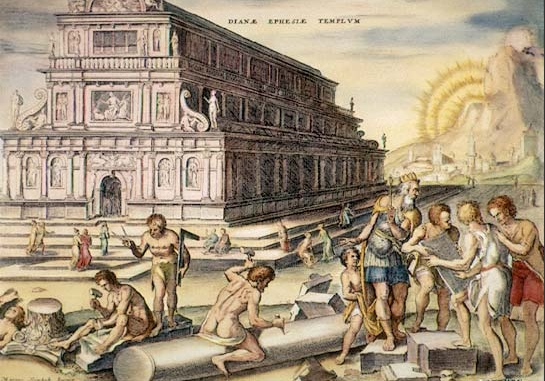
Templo de Ártemis em Éfeso.

Metágenes foi um arquiteto, filho do arquiteto cretense Quersifrão. Foi co-autor, junto com seu pai, da construção do Templo de Ártemis em Éfeso. O templo foi começado por volta de 600 a.C., e foi completado por outros arquitetos.  O Artemisião foi uma das sete maravilhas do Mundo Antigo em cada de suas três manifestações: ele foi destruído em 550 a.C., reconstruído, [carece de fontes?] incendiado por Heróstrato em 356 a.C. [carece de fontes?] e reconstruído novamente, de forma ainda mais grandiosa.